# Impatiens namkatensis
Impatiens namkatensis är en balsaminväxtart som beskrevs av Tatemi Shimizu. Impatiens namkatensis ingår i släktet balsaminer, och familjen balsaminväxter. Inga underarter finns listade i Catalogue of Life.